# Gun Carriage Factory Jabalpur
Gun Carriage Factory Jabalpur, vaak afgekort tot G.C.F. Jabalpur, is een census town in het district Jabalpur van de Indiase staat Madhya Pradesh. De gemeenschap is ontstaan rond de gelijknamige wapenfabriek, die ter plaatse in 1904 werd gesticht onder het toenmalige Britse bestuur. Tegenwoordig maakt de plaats deel uit van de grote agglomeratie van de stad Jabalpur.

## Demografie
Volgens de Indiase volkstelling van 2001 wonen er 15.274 mensen in G.C.F. Jabalpur, waarvan 53% mannelijk en 47% vrouwelijk is. De plaats heeft een alfabetiseringsgraad van 84%. 